# Diego Fernández
Diego Fernández (ur. 1520, zm. 1581) – hiszpański pisarz i historyk. 
Urodził się w Palencia, gdzie pobierał nauki z przygotowaniem do posługi duchownej. Około 1545 roku wyjechał do Peru, gdzie wstąpił do Armii Królewskiej i służył pod dowództwem Alonzo de Alvarado. W 1555 roku Markiz Canet, Andres Hurtado de Mendoza, wicekról Peru, uczynił go kronikarzem Peru. Fernandez opisywał przebieg powstania Francisca Hernandeza Girona, bunt Gonzalo Pizarro oraz rządy Pedro de la Gasca. Jego praca została opublikowana w 1571 roku w Sewilli pod tytułem Primera y segunda parte de la Historia del Piru i została dedykowana królowi Filipowi II